# Funció eta de Dirichlet

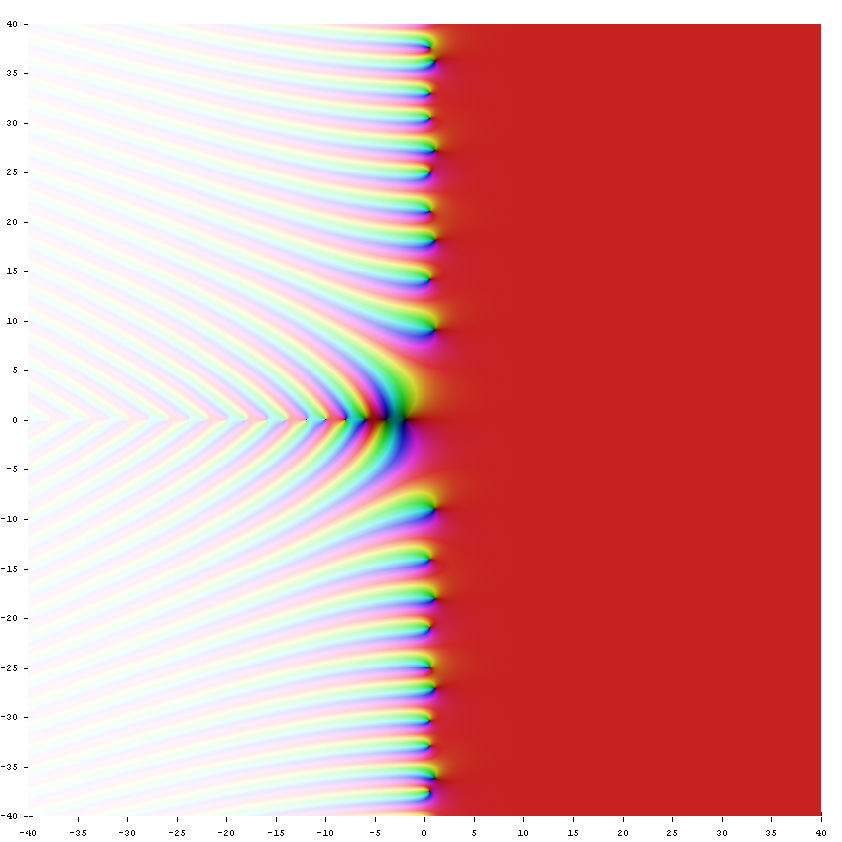
Funció eta de Dirichlet al pla complex. El color en un punt codifica el valor de. Colors forts denoten valors pròxims a zero i el to codifica el valor de l'argument.

En matemàtiques la funció eta de Dirichlet es defineix com
{\displaystyle \eta (s)=\left(1-2^{1-s}\right)\zeta (s)}
on ζ és la funció zeta de Riemann. Malgrat tot, també pot ser usada per definir la funció zeta. Té una expressió a la sèrie de Dirichlet, vàlida per a tot nombre complex s amb part real positiva, donat per
{\displaystyle \eta (s)=\sum _{n=1}^{\infty }{(-1)^{n-1} \over n^{s}}.}
Si bé aquesta és convergent només per s amb part real positiva és sumable Abel per tot nombre complex, que permet definir la funció eta com una funció completa, i mostra que la funció zeta és meromòrfica amb un pol simple a s = 1.
En forma equivalent es pot definir
{\displaystyle \eta (s)={\frac {1}{\Gamma (s)}}\int _{0}^{\infty }{\frac {x^{s}}{\exp(x)+1}}{\frac {dx}{x}}}
a la regió de part real positiva.